# Burt Kwouk
Burt Kwouk (Warrington, 18 juli 1930 – 24 mei 2016) was een Chinees-Britse acteur die in verscheidene films en televisieprogramma's heeft gespeeld, maar vooral bekend is geraakt als Clouseaus bediende Cato in de Pink Panther-films.
Verder had hij een bescheiden bijrol in drie James Bondfilms, namelijk Goldfinger (1964), Casino Royale (1967) en in You Only Live Twice (1967).
- Bibliothèque nationale de France: cb141952204 (data)
- Gemeinsame Normdatei: 142019658
- International Standard Name Identifier: 0000 0001 1483 2703
- Library of Congress Control Number: no2008115904
- MusicBrainz: 0de909a0-fec6-4363-a3ec-048e27011f7d
- Nationale Bibliotheek van Tsjechië: xx0211247
- Virtual International Authority File: 163822809
- WorldCat: E39PBJqbfrmmvQbrbrgvthwwG3